# Zespół Szkół Mechaniczno-Informatycznych im. prof. Henryka Mierzejewskiego w Lęborku
Zespół Szkół Mechaniczno-Informatycznych im. prof. Henryka Mierzejewskiego w Lęborku – szkoła publiczna znajdująca się w Lęborku przy ul. Marcinkowskiego 1.

## Historia
Powstanie Zespołu Szkół Mechanicznych w Lęborku datuje się na 1946 rok, kiedy to Kuratorium Oświaty Okręgu Gdańskiego w Sopocie powołało Zasadniczą Szkołę Dokształcającą, powierzając obowiązki dyrektora Władysławowi Lisowi. Do szkoły tej uczęszczali uczniowie-terminatorzy wszystkich zawodów np. ślusarzy, tokarzy, krawców, szewców, piekarzy, stolarzy, bednarzy, fryzjerów. Ze zgłoszonych ok. 80 uczniów utworzono cztery równoległe klasy pierwsze z podziałem na przybliżone i pokrewne kierunki nauki. Nauka odbywała się w godzinach od 16.00 do 20.00 w pomieszczeniach Szkoły Podstawowej nr 4.
Zadaniem Szkoły Dokształcającej było teoretyczne przygotowanie uczniów do egzaminu czeladniczego. Rok później Zasadnicza Szkoła Dokształcająca została przekształcona w 3-letnią Publiczną Średnią Szkołę Zawodową, w której w dalszym ciągu szkolono teoretycznie terminatorów i młodocianych pracowników.
W miarę rozwoju szkoły rosły potrzeby lokalowe. Tak samo względy wychowawcze i poziom nauczania wymagał przydzielania szkole osobnego pomieszczenia, w którym można by organizować nauczanie dzienne. Na skutek energicznej interwencji dyrekcji szkoły udało się uzyskać jedno skrzydło budynku SP nr 4. Szkoła otrzymała cztery duże sale lekcyjne oraz kilka mniejszych, które przeznaczono na potrzeby administracyjne.
Posiadanie własnego lokum spowodowało nowe trudności, a mianowicie zupełny brak mebli. Z pomocą przyszła młodzież szkoły, która zobowiązała się przynieść z domu co najmniej jedno krzesło. W ciągu tygodnia szkoła została wyposażona w krzesła i stoły. W roku szkolnym 1950/1951 szkoła została zreorganizowana w Zasadniczą Szkołę Metalową, do której przyjmowano młodzież niezatrudnioną w wieku 14-16 lat. Uczniowie ci pobierali oprócz nauki teoretycznej również praktyczną naukę zawodu.
Przed dyrekcją i radą pedagogiczną Szkoły stanął nowy problem – organizacja warsztatów szkolnych. Trzeba było znaleźć odpowiedni lokal i wyposażyć go. Pierwszym prymitywnym warsztatem było pomieszczenie w suterenie budynku szkolnego. Później uzyskano pomieszczenie przy ul. 10 Marca, gdzie znajdowała się kuźnia. Następnie władze miasta, widząc wielkie trudności, jakie musiała pokonać szkoła w realizacji praktycznej nauki zawodu, przydzieliły warsztaty przy ul. I Armii Wojska Polskiego. Rozpoczęła się wówczas ”walka” o wyposażenie warsztatów. Duży wkład pracy urządzenie i organizację warsztatów położył dyrektor szkoły Eugeniusz Wojturski oraz kierownik warsztatów Władysław Kasner. W roku 1954 na mocy uchwały Urzędu Szkolenia Zawodowego powstał nowy kierunek szkolenia kadr mechanizatorów rolnictwa, zaś szkoła została przekształcona na Zasadniczą Szkołę Mechanizacji Rolnictwa, w której szkolono w kierunkach: traktorzysta mechanik, ślusarz maszyn rolniczych i od 1961 r. ślusarz.
1961 roku stanowisko dyrektora szkoły objął Józef Klawikowski. Szkoła liczyła 314 uczniów przydzielonych do 10 klas. Dodatkowo, z inicjatywy dyrektora, utworzono pięć kolejnych klas, w których uczono w trybie popołudniowym młodocianych pracowników. Rok szkolny 1965/68 był szczególny w życiu szkoły, bowiem utworzono Technikum Mechaniczne dla absolwentów szkół podstawowych. Stworzyło to jednak dodatkowe trudności, wyrażające się brakiem odpowiedniej ilości sal lekcyjnych.
Na przełomie 1967/1968 roku Technikum Mechaniczne stało się samodzielną szkołą, z siedzibą w gmachu po Liceum Pedagogicznym przy ul. Marcinkowskiego. Obowiązki dyrektora objął mgr Zygmunt Lisiecki. W dwa lata po odłączeniu się Technikum Mechanicznego, nastąpiła komasacja szkół zawodowych i technikalnych o podobnym kierunku. Tak więc uczniowie klas zawodowych mogli uczyć się “pod jednym dachem”. Dla nowo powstałego zespołu szkół rok szkolny 1970/1971 rozpoczął się pod wodzą dyrektora Józefa Klawikowskiego. Do szkoły uczęszczało 1092 uczniów, których kształciło 67 nauczycieli.

### Patron
W ponad ćwierćwiecznej historii szkoły nikt nie starał się o nadanie jej patrona. Przełomem w tej sprawie okazał się rok szkolny 1973/1974, kiedy to nowo wybrany dyrektor mgr Marian Zgubiński wystąpił z projektem nadania szkole imienia. Jednak nie do końca wiadomo było kto zostanie patronem szkoły. Kandydatów było sporo. Najbardziej odpowiednim okazał się prof. Henryk Mierzejewski. Uzasadniając wybór patrona, wzięto pod uwagę zasługi profesora dla rozwoju przemysłu maszynowego w Polsce, jego dorobek naukowy zgodny z kierunkiem kształcenia w szkole oraz szeroko zakrojoną działalność społeczną i organizacyjną. Od tego czasu pełna nazwa szkoły brzmiała: Zespół Szkół Mechanicznych im. prof. Henryka Mierzejewskiego w Lęborku.
1 września 2002 r. w związku z reformą szkolnictwa szkoła została przekształcona w Zespół Szkół Ponadgimnazjalnych Nr 1 im. prof. Henryka Mierzejewskiego. W październiku 2005 roku minęło 30 lat, kiedy to szkoła otrzymała imię uczonego, zaś 2006 szkoła obchodziła swoje 60-lecie istnienia. Z początkiem roku szkolnego 2008/2009 Zespół Szkół Ponadgimnazjalnych nr.1 przestał istnieć, a w jego miejsce powstał Zespół Szkół Mechaniczno-Informatycznych.

## Kalendarium
- 1946 – Powołanie Zasadniczej Szkoły Dokształcającej.
- 1947 – Przekształcenie placówki w Publiczną Szkołę Zawodową.
- 1950 – Kolejna zmiana nazwy szkoły, tym razem na Zasadniczą Szkołę Metalową.
- 1954 – Nowy kierunek szkolenia i nowa nazwa szkoły – Zasadnicza Szkoła Mechanizacji Rolnictwa.
- 1961 – Stanowisko dyrektora szkoły obejmuje Józef Klawikowski.
- 1965 – Otworzenie Technikum Mechanicznego.
- 1967 – Technikum Mechaniczne staje się samodzielną szkołą, z siedzibą w gmachu przy ul. Marcinkowskiego 1.
- 1969 – Klasy technikalne i zawodowe “pod jednym dachem” Technikum Mechanicznego.
- 1974 – Nowo wybrany dyrektor szkoły Marian Zgubiński występuje z projektem nadania szkole imienia.
- 1975 – 11 października 1975 roku patronem szkoły zostaje prof. Henryk Mierzejewski.
- 1984 – Nowym dyrektorem szkoły zostaje Jan Przychoda i pełni tę funkcję do 1997 roku.
- 1997 – Stanowisko dyrektora obejmuje Remigiusz Tymanowski.
- 2002 – Szkoła zostaje przekształcona w Zespół Szkół Ponadgimnazjalnych, a stanowisko dyrektora obejmuje Ryszard Rozwadowski.
- 2006 – Szkoła świętuje 60-lecie swojego istnienia.
- 2008 – Szkoła przyjmuje nazwę: Zespół Szkół Mechaniczno-Informatycznych
- 2011 - Szkoła świętuje 65-lecie swojego istnienia.

## Dyrekcja szkoły
Lista dyrektorów szkoły w latach 1946–2012:
- 1946-1950 – Władysław Lis
- 1950-1953 – Eugeniusz Wojturski
- 1953-1961 – Wiktor Czajkowski
- 1961-1972 – Józef Klawikowski
- 1972-1984 – Marian Zgubiński
- 1984-1997 – Jan Przychoda
- 1997-2002 – Remigiusz Tymanowski
- 2002-2012 – Ryszard Rozwadowski
- od 2012 – Grzegorz Popin